# Tufão Chan-hom (2009)
O tufão Chan-hom (desiganção internacional: 0902; desiganção do JTWC: 02W; designação filipina: Tufão Emong) foi um ciclone tropical que afetou severamente o norte das Filipinas no início de maio de 2009.
Chan-hom formou-se de uma área de perturbações meteorológicas em 1 de maio, ao largo da costa do Vietnã, e gradualmente começou a se intensificar. Em 3 de maio, se tornou uma tempestade tropical, e se intensificou para um tufão em 6 de maio assim que seguia em direção ao norte das Filipinas. Logo em seguida, Chan-hom atingiu seu pico de intensidade, com ventos máximos sustentados de 155 km/h, segundo o JTWC, ou 120 km/h, segundo a AMJ. A partir de então, Chan-hom começou a se enfraquecer assim que entrou em contato com a costa oeste de Luzon em 7 de maio. O tufão atingiu a ilha mais tarde naquele dia, e rapidamente se enfraqueceu para uma tempestade tropical. O sistema cruzou Luzon e logo encontrou águas abertas novamente, mas não foi capaz de voltar a se intensificar devido às condições meteorológicas menos favoráveis. Chan-hom se enfraqueceu para uma depressão tropical em 9 de maio, e se degenerou para uma área de baixa pressão remanescente mais tarde naquele dia. No entanto, Chan-hom voltou a se organizar no dia seguinte, e manteve-se como uma depressão tropical até 11 de maio, quando dissipou-se definitivamente.
Chan-hom causou impactos severos nas províncias filipinas do norte e da região central de Luzon. As províncias de Pangasinan e Ifugao foram as mais afetadas. Pelo menos 60 pessoas morreram como consequência dos efeitos de Chan-hom nas Filipinas, e pelo menos outras 13 continuam desaparecidas. Os prejuízos totais naquele país ultrapassaram 25 milhões de dólares (valores de 2009).

## História meteorológica

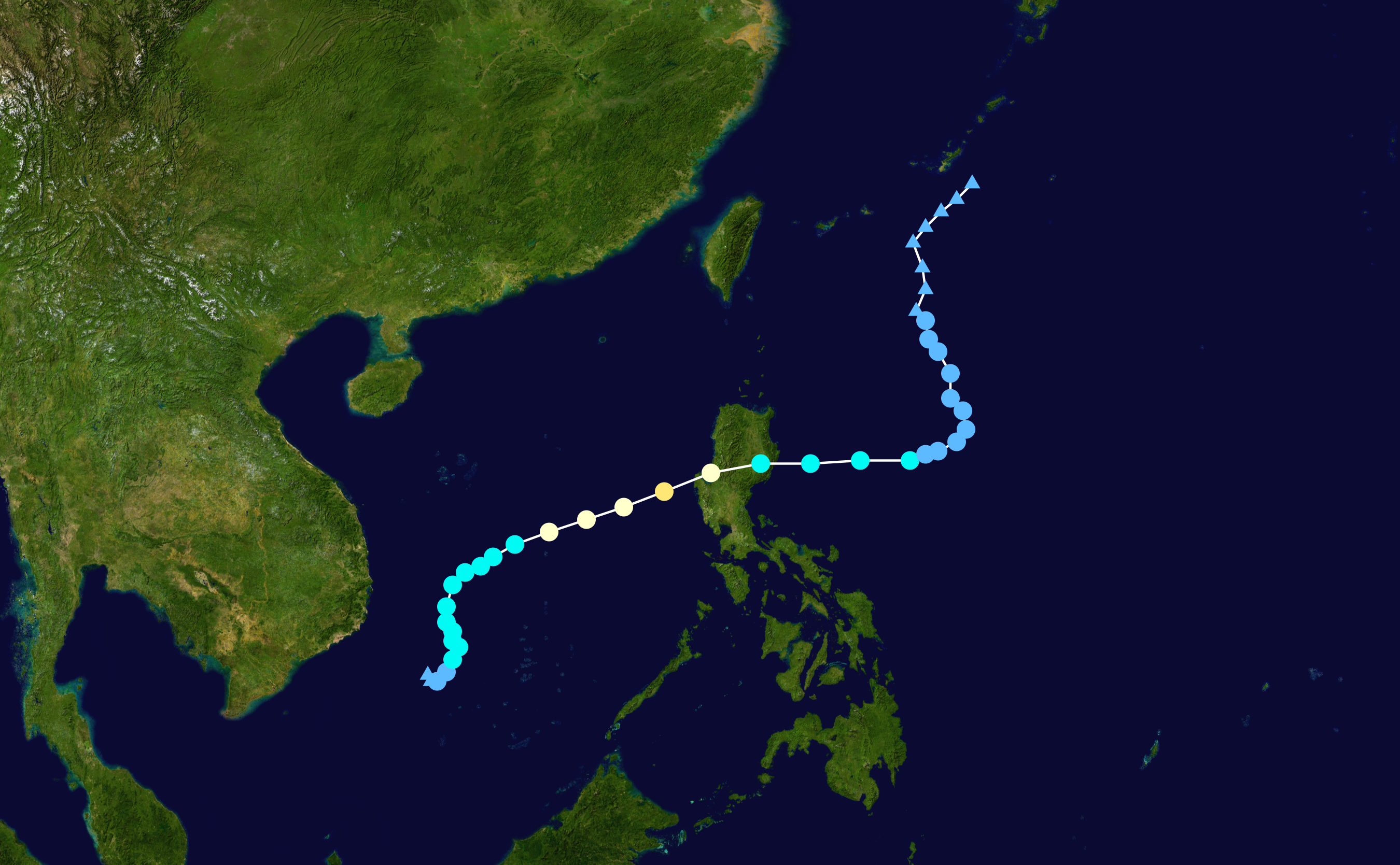
O caminho de Chan-hom

Cham-hom formou-se de uma área de perturbações meteorológicas em 2 de maio, a algumas centenas de quilôemtros a sudeste da costa do Vietnã, no mar da China Meridional. Estando numa região com condições meteorológicas favoráveis, o sistema começou a se organizar gradualmente. Mais tarde naquele dia, o sistema já apresentava organização suficiente para ser declarado como uma depressão tropical plena pela Agência Meteorológica do Japão (AMJ), organização meteorológica responsável pela monitoração de ciclones tropicais no Oceano Pacífico noroeste. No final daquela noite (UTC), o sistema já apresentava um centro ciclônico de baixos níveis bem definido, indicando que a perturbação continuaria a se intensificar. Com isso, o Joint Typhoon Warning Center (JTWC), órgão responsável pela monitoração de ciclones tropicais da Marinha dos Estados Unidos, emitiu um Alerta de Formação de Ciclone Tropical (AFCT), que significava que haviaa forte possibilidade do sistema se tornar um ciclone tropical significativo dentro de um período de 12 a 24 horas. Permanecendo praticamente estacionário ao largo da costa do Vietnã, o sistema continuou a se intensificar, e a AMJ classificou a depressão para a tempestade tropical "Chan-hom" ao meio-dia (UTC) de 3 de maio. O nome "Chan-hom" foi submetido à lista de nomes de tufões por Laos, e refere a uma espécie de árvore em língua laociana. Estando numa região com condições meteorológicas favoráveis para o seu desenvovlimento, tais como baixo a moderado cisalhamento do vento e águas quentes do mar da China Meridional, o sistema continuou a se desenvolver, e horas depois, o JTWC classificou o sistema para uma depressão tropical, atribuindo-lhe a desiganção "02W".
Estando inicialmente quase estacionário devido às correntes competitivas de vento, Chan-hom continuou a se intensificar gradualmente, e o JTWC também classificou o sistema para uma tempestade naquela noite (UTC). A tendência de intensificação continuou, e logo no início da madrugada (UTC) de 4 de maio, Chan-hom tornou-se uma tempestade tropical severa, segundo a AMJ. No entanto, a partir daquela tarde (UTC), Chan-hom começou a ser afetado negativamente pelas correntes competitivas de vento, que alongaram o centro ciclônico de baixos níveis da tempestade, e consequentemente causando uma interrupção da tendência de intensificação do sistema. Porém, Chan-hom ainda se encontrava numa região com condições meteorológicas razoáveis para que o sistema se mantivesse estável na sua intensidade. No entanto, a partir da madrugada (UTC) de 5 de maio, Chan-hom voltou a se intensificar gradualmente com a melhora dos fluxos de saída de altos níveis, causados pela aproximção de um cavado de onda curta ao seu noroeste. Mais tarde naquele dia, Chan-hom começou a seguir para nordeste sob a influência de uma área de alta pressão quase equatorial ao seu sudeste, e adentrou à área de responsabilidade da Administração de Serviços Atmosféricos, Geofísicos e Astronômicos das Filipinas, agência responsável pela meteorologia nas Filipinas, que atribuiu a Chan-hom o nome filipino "Emong". Chan-hom continuou a se intensificar, e se tornou o segundo tufão da temporada de tufões no Pacífico de 2009, segundo a AMJ, no começo daquela noite (UTC). Horas depois, o JTWC também classificou 02W (Chan-hom) para um tufão. Chan-hom continuou a se intensificar assim que seguia para leste, em direção à ilha filipina de Luzon, e já mostrava um olho visível apenas em imagens de satélite no canal micro-ondas. Mais tarde naquele dia, Chan-hom atingiu seu pico de intensidade, com ventos máximos sustentados de 155 km/h, segundo o JTWC, intensidade equivalente a um furacão de categoria 2 na escala de furacões de Saffir-Simpson, ou 140 km/h, segundo a AMJ, que usa um método diferente na medida dos ventos máximos sustentados de um ciclone tropical.

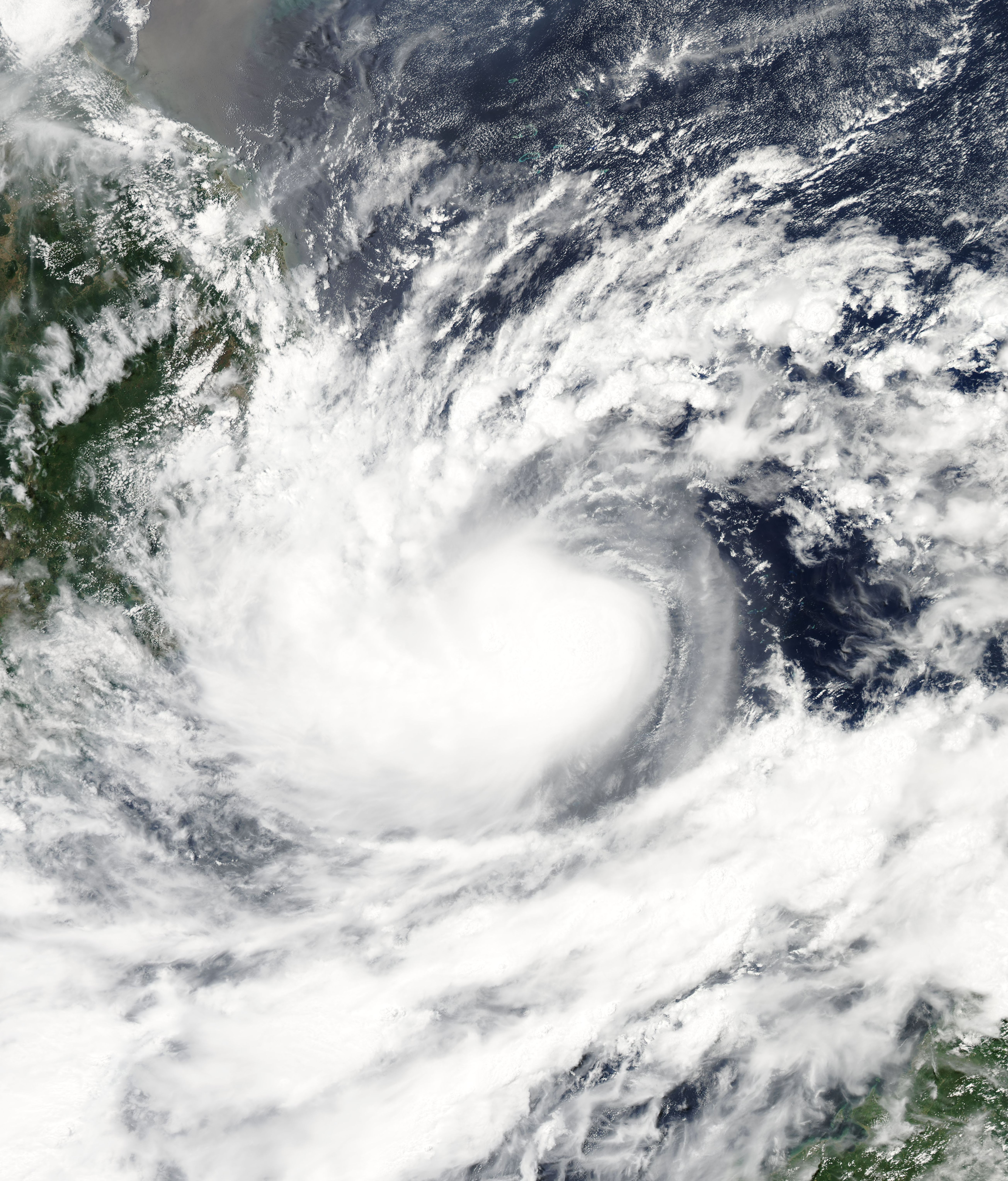
A tempestade tropical Chan-hom em 4 de maio

A partir de então, Chan-hom começou a se enfraquecer rapidamente assim que sua circulação ciclônica de baixos níveis começou a se interagir com os terrenos montanhosos de Luzon. Seu centro denso nublado e seu olho começaram a se degradar rapidamente. Este último desapareceu em poucas horas. Durante o início daquela noite (UTC), Chan-hom enfraqueceu-se para uma tempestade tropical severa, segundo a AMJ. Momentos depois, Chan-hom fez landfall na costa oeste de Luzon, perto de Manila, capital das Filipinas, com ventos máximos sustentados de 140 km/h, segundo o JTWC. A partir de então, os terrenos montanhosos começaram a degradar rapidamente Chan-hom. A circulação ciclônica de baixos níveis separou-se da circulação ciclônica de altos níveis, indicando a destruição do ciclone. Ainda naquela noite (UTC), o JTWC desclassificou Chan-hom diretamente para uma depressão tropical, e emitiu seu aviso final sobre o sistema.
O JTWC voltou atrás e voltou a classificar Chan-hom para uma tempestade tropical assim que o ciclone deixou Luzon pela sua costa leste no início da madrugada (UTC) de 8 de maio. Segundo o JTWC, a circulação ciclônica de médios a altos níveis sobreviveu a interação com os terrenos montanhosos de Luzon, e gerou uma nova circulação ciclônica de baixos níveis, dando sobrevida a Chan-hom. A AMJ ignorou estes fatos, e desclassificou Chan-hom para uma tempestade tropical simples somente depois de nove horas após o ciclone ter deixado a costa leste da ilha filipina. A partir de então, Chan-hom começou a se enfraquecer gradualmente com a piora das condições meteorológicas; o cisalhamento do vento na região aumentou bastante, causando a retirada das áreas de convecção profunda associadas à tempestade para fora do centro ciclônico. Com isso, o JTWC desclassificou Chan-hom para uma depressão tropical ainda naquela noite (UTC). Horas mais tarde, no início da madrugada (UTC) de 9 de maio, a AMJ desclassificou Chan-hom para uma depressão tropical e emitiu seu aviso final sobre o sistema. O JTWC fez o mesmo horas mais tarde. No entanto, a área de baixa pressão remanescente de Chan-hom começou a seguir para norte, e então para nordeste, sob a influência de uma alta subtropical ao seu leste. Encontrando condições meteorológicas ligeiramente mais favoráveis, o sistema voltou a se organizar lentamente, e o JTWC voltou a classificar o sistema como uma depressão tropical durante a madrugada (UTC) de 10 de maio. Porém, o sistema não conseguiu evoluir, e o JTWC descontinuou definitivamente os avisos regulares sobre o sistema durante a manhã de 11 de maio.

## Preparativos
Logo após a formação de Chan-hom ao largo da costa do Vietnã, as autoridades vietnamitas pediram o retorno imediato de mais de 17.000 embarcações de pesca, com mais de 83.000 pescadores a bordo, para a costa. O governo daquele país também proibiu a saída de barcos pesqueiros que já estavam na costa, e alertou as populações costeiras sobre a existência da tempestade.
A Administração de Serviços Atmosféricos, Geofísicos e Astronômicos das Filipinas (PAGASA) alertou a população filipina residente em áreas costeiras ou montanhosas para que ficasse em alerta para possíveis enchentes ou deslizamentos de terra. O governo das Filipinas também emitiu alertas de tempestade para todas as províncias do norte e da região central da ilha de Luzon.

## Impactos
No Vietnã, não há impactos relatados associados a Chan-hom, embora um barco pequeiro vietnamita tenha virado pelo mar agitado próximo às Ilhas Paracel. Os pescadores foram resgatados pela Marinha Chinesa.
Nas Filipinas, as chuvas associadas a Chan-hom perduraram por até 48 horas, atingindo o pico em 7 de maio, em certas regiões de Luzon. As fortes chuvas associadas aos ventos entre 85 a 140 km/h, danificaram a agricultura e a infraestrutura de doze províncias da região; em localidades isoladas, a precipitação acumulada ultrapassou 200 mm.
A província de Pangasinan foi a mais afetada pelo tufão. As autoridades locais declararam estado de emergência em toda a província, já que deslizamentos de terra, enchentes, enxurradas e as enchentes costeiras causadas pela maré de tempestade causaram mais de 32 mortes. Somente na prívíncia de Ifugao, dezessete pessoas morreram. Na cidade de Anda, mais de 90% das residências foram danificadas ou destruídas pelo tufão.
Ao todo, mais de 385.000 pessoas foram afetadas nas Filipinas pelo tufão Chan-hom. Pelo menos 60 pessoas morreram e 53 pessoas ficaram feridas. Pelo menos 13 pessoas ainda estão desaparecidas. Mais de 56.000 residências foram danificadas pela tempestade, sendo que mais de 23.000 ficaram totalmente destruídas, a maior parte na província de Pangasinan. Os prejuízos totais causados por Chan-hom no país ultrapassou 1,2 bilhões de pesos filipinos, sendo que deste total, 530 milhões foram totalizados na infraestrutura afetada, e os restantes 730 milhões foram contabilizados na agricultura do país; a maior parte dos prejuízos foram contabilizados nas províncias de Pangasinan e Ifugao.